# Mordellina amamiensis
Mordellina amamiensis là một loài bọ cánh cứng trong họ Mordellidae. Loài này được Nomura miêu tả khoa học năm 1951.